# Jan Binnek
Jan Binnek (ur. 23 czerwca 1872 w Sępólnie Krajeńskim, zm. 28 grudnia 1950 w Grudziądzu), nauczyciel polski, krajoznawca, przez wiele lat związany z Grudziądzem.
Prawdopodobnie ukończył seminarium nauczycielskie w Tucholi i w 1899 podjął pracę w szkolnictwie powszechnym na Pomorzu. W 1923 osiadł na stałe w Grudziądzu, gdzie pracował jako kierownik Szkoły Ćwiczeń przy Państwowym Seminarium Nauczycielskim Męskim; przeszedł w stan spoczynku w 1929. Udzielał się aktywnie w lokalnym ruchu krajoznawczym – był członkiem Polskiego Towarzystwa Krajoznawczego oraz Koła Historycznego przy Muzeum Miejskim. Wraz z innymi autorami (m.in. ks. Alfonsem Mańkowskim) opracował publikację Kościoły i klasztory grudziądzkie (Grudziądz 1928), wydaną w oficynie Wiktora Kulerskiego. Zmarł 28 grudnia 1950 w Grudziądzu.